# Sushma Swaraj
Sushma Swaraj, née Sushma Sharma le 14 février 1952 à Ambala Cantonment (Inde) et morte le 6 août 2019 à New Delhi (Inde), est une femme politique indienne.
De 2014 à 2019, elle est ministre des Affaires étrangères dans le gouvernement de Narendra Modi.

## Biographie
Elle est avocate de profession. Ministre en chef de Delhi pendant quelques semaines en 1998, elle est longtemps la porte-parole du Bharatiya Janata Party (BJP). Lors de ses apparitions publiques, elle met en avant les attributs de l'épouse hindoue accomplie (sari, pastille rouge sur le front, etc.) et évoque fréquemment sa famille dans les interviews. Elle apparaît ainsi comme une égérie de son parti (droite nationaliste), capable de concilier modèle familial et carrière professionnelle.